# The Beatles: Eight Days a Week – The Touring Years
The Beatles: Eight Days a Week – The Touring Years ist ein US-amerikanisch-britischer Dokumentarfilm über die Beatles und deren Konzerttourneen und Auftritte. Der Regisseur des Films ist Ron Howard. Seine Kinopremiere hatte der Film am 15. September 2016, auf DVD und Blu-ray wurde er am 18. November 2016 von Apple veröffentlicht.

## Geschichte der Beatles-Tourneen

### 1962
Mitte August wurde Pete Best durch Ringo Starr am Schlagzeug ersetzt. Am 22. August 1962 wurden die Beatles bei einem Auftritt im Cavern Club von einem Granada-TV-Team gefilmt – der erste Fernsehauftritt der Gruppe. Die Beatles spielten im Star-Club in Hamburg vom 13. April bis zum 31. Mai 1962 und vom 18. bis zum 31. Dezember 1962. Das Livealbum Live! at the Star-Club in Hamburg, Germany; 1962 wurde während des zweiten Hamburg-Aufenthalts aufgenommen.

### 1963
Die Erfolge ihrer ersten Platten und die daraus resultierenden Radio- und Fernsehauftritte ermöglichten den Beatles zunehmend Gastspiele auch außerhalb des Einzugsgebietes Liverpools. Die neuen Roadmanager Neil Aspinall – ein alter Freund von Paul McCartney – und Malcolm „Mal“ Evans, der ehemalige Türsteher des Cavern Club, fuhren die Gruppe mit ihren Instrumenten in einem gebraucht erstandenen Kleinbus zu ihren Auftrittsorten.
Am 2. Februar 1963 starteten die Beatles, gemanagt von der Arthur Howes Agency – die alle Gaumont- und Odeon-Theater sowie andere Kinos unter Vertrag hatte – im Gaumont von Bradford als Vorgruppe der 16-jährigen Sängerin Helen Shapiro ihre erste professionelle Tournee durch Großbritannien. Mit dabei waren auch Dave Allen, Danny Williams und Kenny Lynch.
Die zweite Tour zeigte die Band vom 9. März an neben Tommy Roe und Chris Montez. Nach ersten Zuschauerreaktionen wurden die Beatles bereits einen Tag später als Hauptgruppe angekündigt. Es folgten hochkarätige Auftritte bei der Show Swinging Sound in der Londoner Royal Albert Hall (18. April 1963) und vor 10.000 Zuschauern im Rahmen des NME-Poll-Winners-Konzerts im Empire Pool von Wembley (21. April 1963).
Vom 18. Mai bis zum 9. Juni 1963 absolvierten die Beatles ihre dritte England-Tournee, diesmal an der Seite von Roy Orbison und Gerry & the Pacemakers. Auch Orbison trat nach der ersten Show zugunsten der Beatles als Headliner zurück. Im November ging die Gruppe erneut auf Großbritannien-Tournee, diesmal von Anfang an als Hauptgruppe. Die teilweise chaotische Tour wurde von starken Polizeikräften begleitet, die den hysterischen Sympathiebekundungen weiblicher Anhänger entgegenwirken sollten. Um den Fans zu entkommen, verkleideten sich die Beatles in Birmingham als Polizisten. In Plymouth gelang die Flucht durch das Kanalsystem der Stadt, während die Polizei auf den Straßen Wasserwerfer einsetzte. Am 4. November 1963 spielten die Beatles im Rahmen der alljährlichen Royal Variety Performance vor der britischen Königinmutter Elizabeth, Lord Snowdon und Prinzessin Margaret im Londoner Prince of Wales Theatre.

### 1964

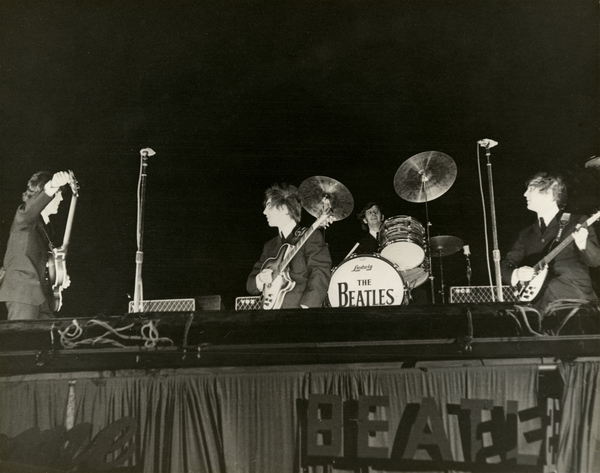
The Beatles live im Gator Bowl in Jacksonville, Florida, 11. September 1964

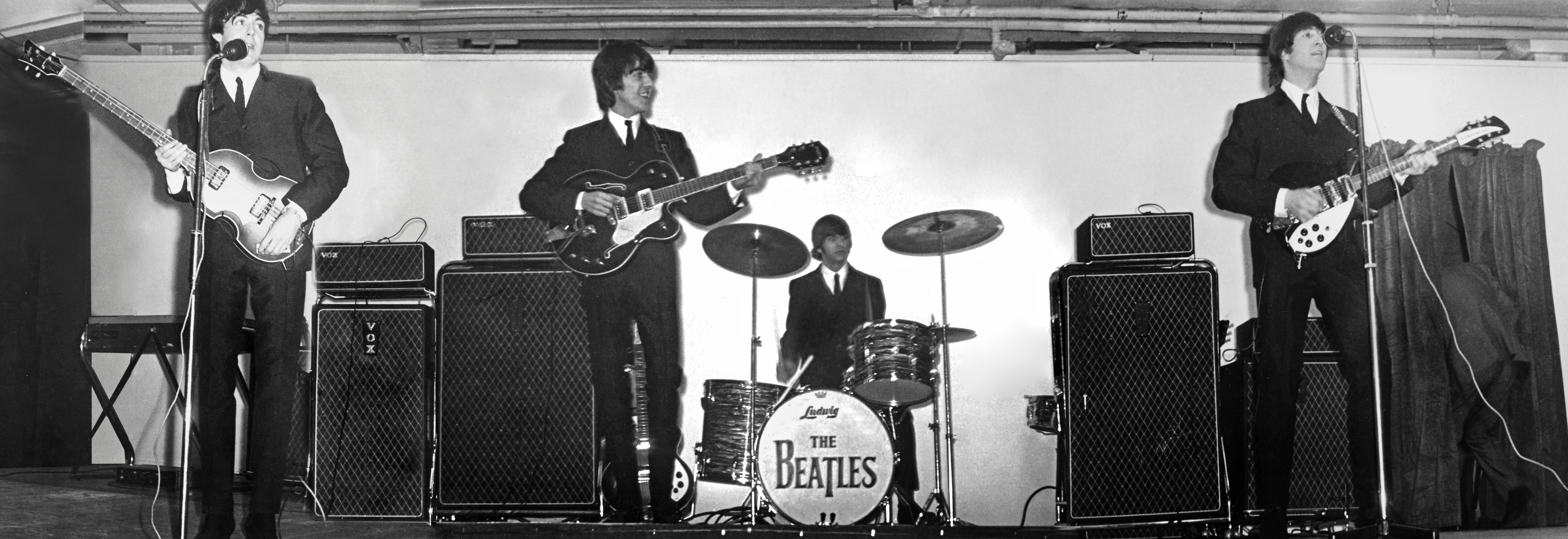
King’s Hall, Belfast, 1964

Vom 24. Dezember 1963 bis zum 11. Januar 1964 traten die Beatles im Rahmen einer eigens einstudierten Christmas Show mit Musik und Sketchen im Londoner Finsbury Park Astoria auf. Mit dabei waren unter anderem Cilla Black und Billy J. Kramer & the Dakotas. Anschließend folgte ein dreiwöchiges Gastspiel im Olympia-Theater von Paris, dort allerdings nur als Vorgruppe der damals in Frankreich sehr populären Künstler Trini Lopez und Sylvie Vartan.
Am 26. Dezember 1963 erschien mit I Want to Hold Your Hand / I Saw Her Standing There die erste Single der Beatles bei Capitol Records. Die Single stieg am 18. Januar 1964 auf Platz 45 in die Billboard Hot 100 ein. Zwei Wochen später führte I Want to Hold Your Hand die Charts an. Es war der kommerzielle Durchbruch für die Beatles in den USA. Das Album Meet the Beatles! erreichte die Nummer-Eins-Position am 15. Februar 1964 in den US-amerikanischen Billboard 200, wo es elf Wochen blieb. Bis Ende 1966 wurden in den USA mehr als fünf Millionen Exemplare verkauft.
Vom 7. bis zum 22. Februar 1964 begaben sich die Beatles auf eine Werbetour in die USA. Am 7. Februar 1964 landeten die Beatles in einem PanAm-Flugzeug auf dem New Yorker Flughafen, wo 5000 Fans und 200 Journalisten sie auf dem Rollfeld empfingen. Am 9. Februar 1964 traten die Beatles mit fünf Liedern in der populären Ed Sullivan Show auf. 73,7 Millionen Zuschauer an den Fernsehgeräten verfolgten die Livesendung. Am 11. Februar 1964 fuhren die Beatles mit dem Zug von New York nach Washington, dort erfolgte das erste Konzert der Beatles in den USA vor 8092 Fans im Washington Coliseum.
Am 12. Februar 1964 folgte das zweite Konzert in der New Yorker Carnegie Hall, gefolgt von einem weiteren Auftritt in der Ed Sullivan Show am 16. Februar, der im Deauville Hotel in Miami Beach stattfand.
Die Beatles gingen ab dem 4. Juni 1964 erstmals auf Welttournee. Da Ringo Starr an einer schweren Mandelentzündung litt, wurde er bei den Auftritten in Europa und Hongkong durch den Session-Schlagzeuger Jimmie Nicol ersetzt. Erst in Sydney traf Starr wieder mit der Band zusammen.
Vom 19. August bis 20. September 1964 absolvierten die Beatles ihre erste große US-Tournee, die einem Triumphzug glich. Die Beatles weigerten sich in Stadien aufzutreten, wo die Rassentrennung praktiziert wurde, sodass diese für die Konzerte aufgehoben wurde. Nur drei Wochen nach ihrer Rückkehr starteten die Beatles am 9. Oktober 1964 eine weitere, einmonatige Großbritannien-Tournee. Das Jahr endete mit der zweiten Auflage der Beatles Christmas Show im Londoner Hammersmith Odeon, die 39 Auftritte in drei Wochen beinhaltete.

### 1965

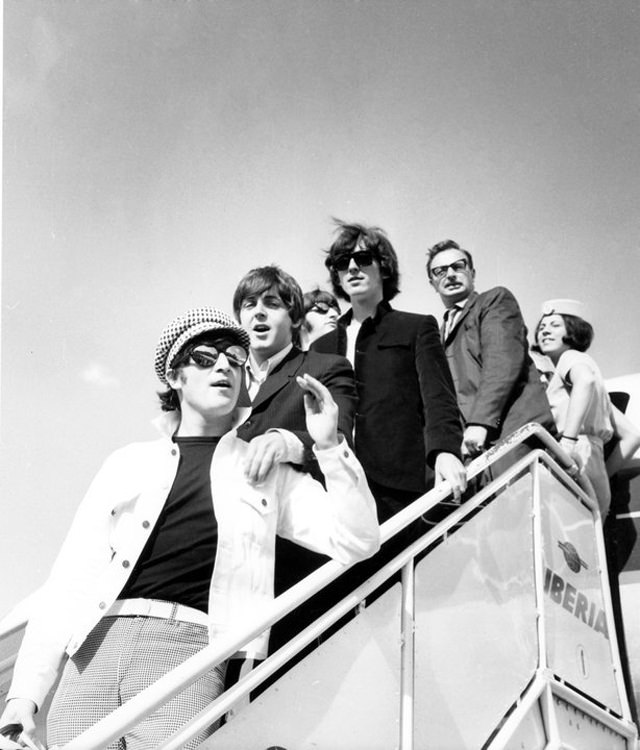
Die Beatles auf dem Flughafen Madrid, 1. Juli 1965

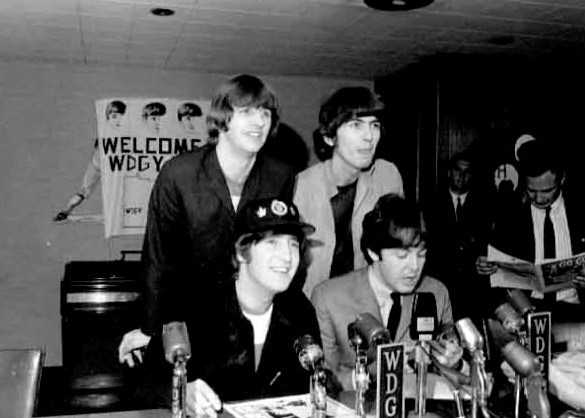
Die Beatles im August 1965 während einer Pressekonferenz

Vom 20. Juni bis zum 3. Juli 1965 absolvierten die Beatles eine zweiwöchige Europatournee. Nur einen Monat später ging es erneut in die Vereinigten Staaten. Am 15. August 1965 spielte die Gruppe im ausverkauften New Yorker Shea Stadium vor 55.600 Zuschauern den größten Liveauftritt ihrer Karriere. Es war das erste Mal, dass eine Popgruppe in einem offenen Stadion auftrat und die bis dahin größte zahlende Zuschauermenge bei einem Konzert. Der Lärmpegel der weiblichen Fans war während der 30-minütigen Show so hoch, dass weder die Zuschauer noch die Beatles, die bei Konzerten keine Monitorboxen verwendeten, die Musik hören konnten. Im Dezember starteten die Beatles ihre sechste und letzte Großbritannien-Tournee, unter anderem mit The Moody Blues als Vorgruppe. Während dieser Tour bestritten sie auch den letzten Auftritt in ihrer Heimatstadt Liverpool am 5. Dezember 1965.

### 1966
Am 1. Mai 1966 standen die Beatles im Rahmen des NME-Poll-Winners-Konzerts zum letzten Mal auf einer britischen Konzertbühne.
Vom 24. Juni bis zum 4. Juli 1966 absolvierten die Beatles eine weitere Welttournee, die im Rahmen der Bravo-Beatles-Blitztournee auch sechs Konzerte an drei Tagen in Deutschland umfasste München, Essen und – zum letzten Mal am 26. Juni – Hamburg. Für Unfrieden sorgten Proteste von Traditionalisten in Japan, die einen Auftritt der Gruppe im Budōkan, einer vorwiegend der Kampfkunst vorbehaltenen Halle in Tokio, ablehnten. In Manila spielte die Gruppe zwei Konzerte vor insgesamt 80.000 Zuschauern. Die Tour endete mit einem Eklat, als Brian Epstein im Namen der Band eine Einladung der philippinischen Diktatoren-Gattin Imelda Marcos zum Abendessen ablehnte. Während der darauffolgenden hastigen Abreise wurden die Beatles und ihre Mitarbeiter auf dem Flughafen der Hauptstadt von Sicherheitskräften attackiert. Ringo Starr ging nach einem Kinnhaken zu Boden, ein Chauffeur erlitt einen Rippenbruch.
Am 12. August 1966 starteten die Beatles in Chicago ihre vierte US-Tournee. Die Vorkommnisse in Asien und die Tatsache, dass durch den enormen Lärmpegel während der Auftritte kaum noch Musik zu hören war, sorgten bei den Gruppenmitgliedern zunehmend für Verdrossenheit. Nach nervenaufreibenden Pressekonferenzen, öffentlichen Plattenverbrennungen und Demonstrationen des Ku-Klux-Klans entschloss sich die Gruppe, nicht mehr auf Tournee zu gehen und ihre Arbeit ausschließlich ins Studio zu verlegen. Die Tournee endete am 29. August 1966 mit einem Konzert vor 25.000 Zuhörenden (Eintrittspreis damals fünf US-Dollar) im Candlestick Park von San Francisco.
John Lennon sagte zum Ende der Tourneen: „Wir hatten für alle Zeiten genug von den Auftritten. Ich kann mir keinen Grund vorstellen, der uns zu einer weiteren Tour veranlassen könnte. Wir sind ehrlich erschöpft. Es gibt uns nichts mehr – es ist den Fans gegenüber wirklich nicht fair, das wissen wir, aber wir müssen an uns selber denken.“

### 1969

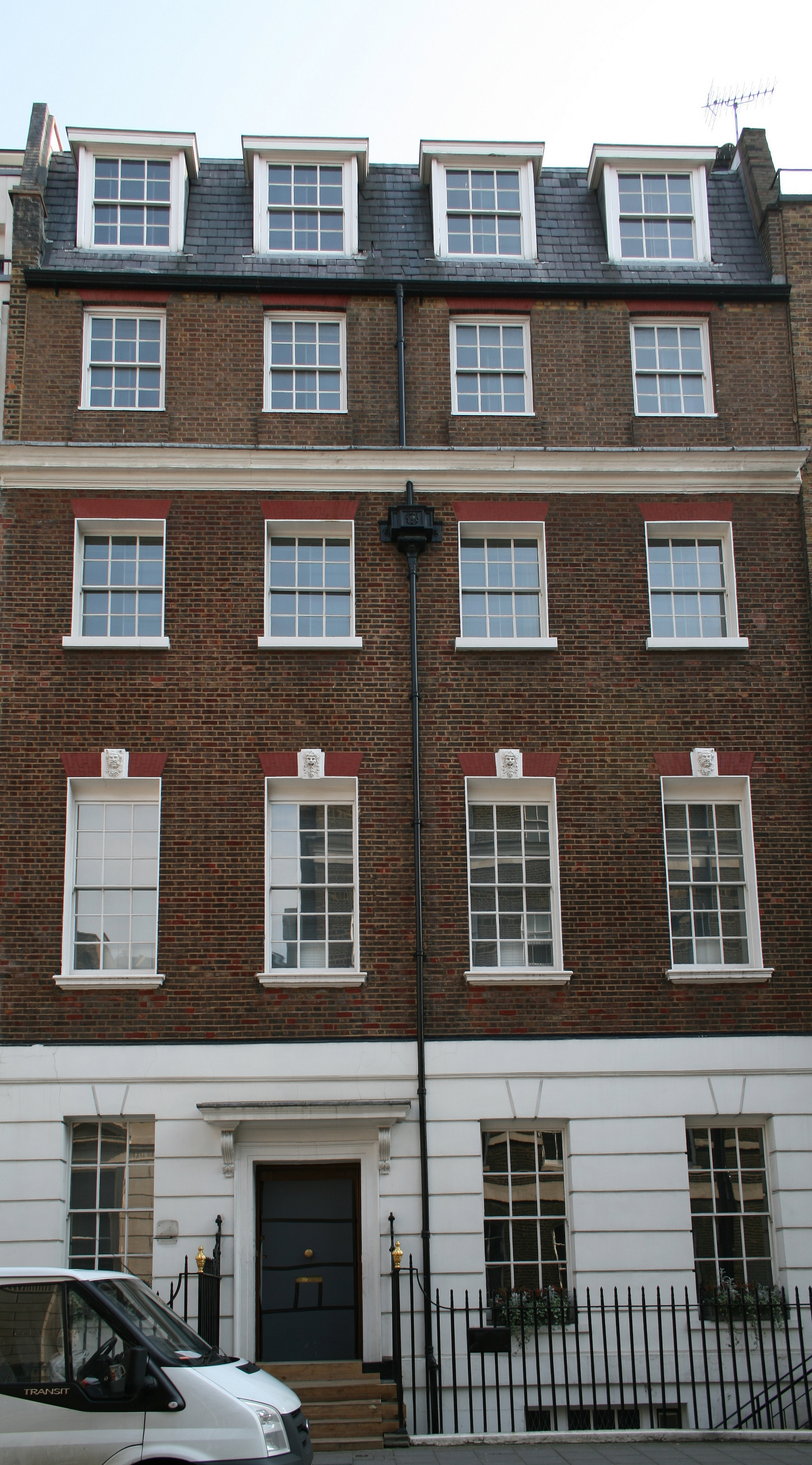
Savile Row 3, Vorderansicht des Hauses, auf dessen Dach das Konzert stattfand

Der geplante Liveauftritt für den Film Get Back (später: Let It Be) fand am 30. Januar 1969 statt: Auf dem Dach der Apple-Studios in der Londoner Savile Row 3 spielten die Beatles mit Billy Preston unter freiem Himmel das sogenannte Rooftop Concert. Wegen der zahllosen Schaulustigen drohte ein Verkehrschaos, und einige Anwohner fühlten sich wegen Ruhestörung belästigt. Daher erschien die Polizei vor Ort, und die Beatles brachen die Show nach 42 Minuten ab. Das Konzert endete mit John Lennons Worten:

“I’d like to say thank you on behalf of the group and ourselves and I hope we passed the audition.”

„Ich möchte mich im Namen der Gruppe und uns selbst bedanken – und ich hoffe, wir haben das Vorspielen bestanden.“

## Entstehung und Handlung

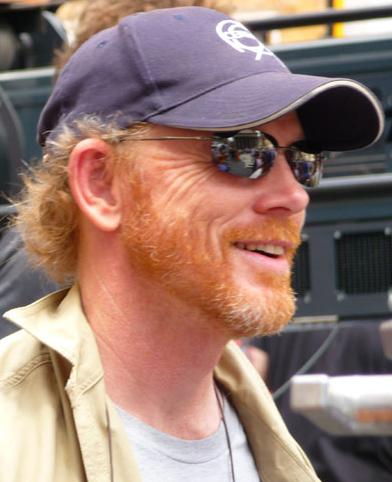
Ron Howard, 2017

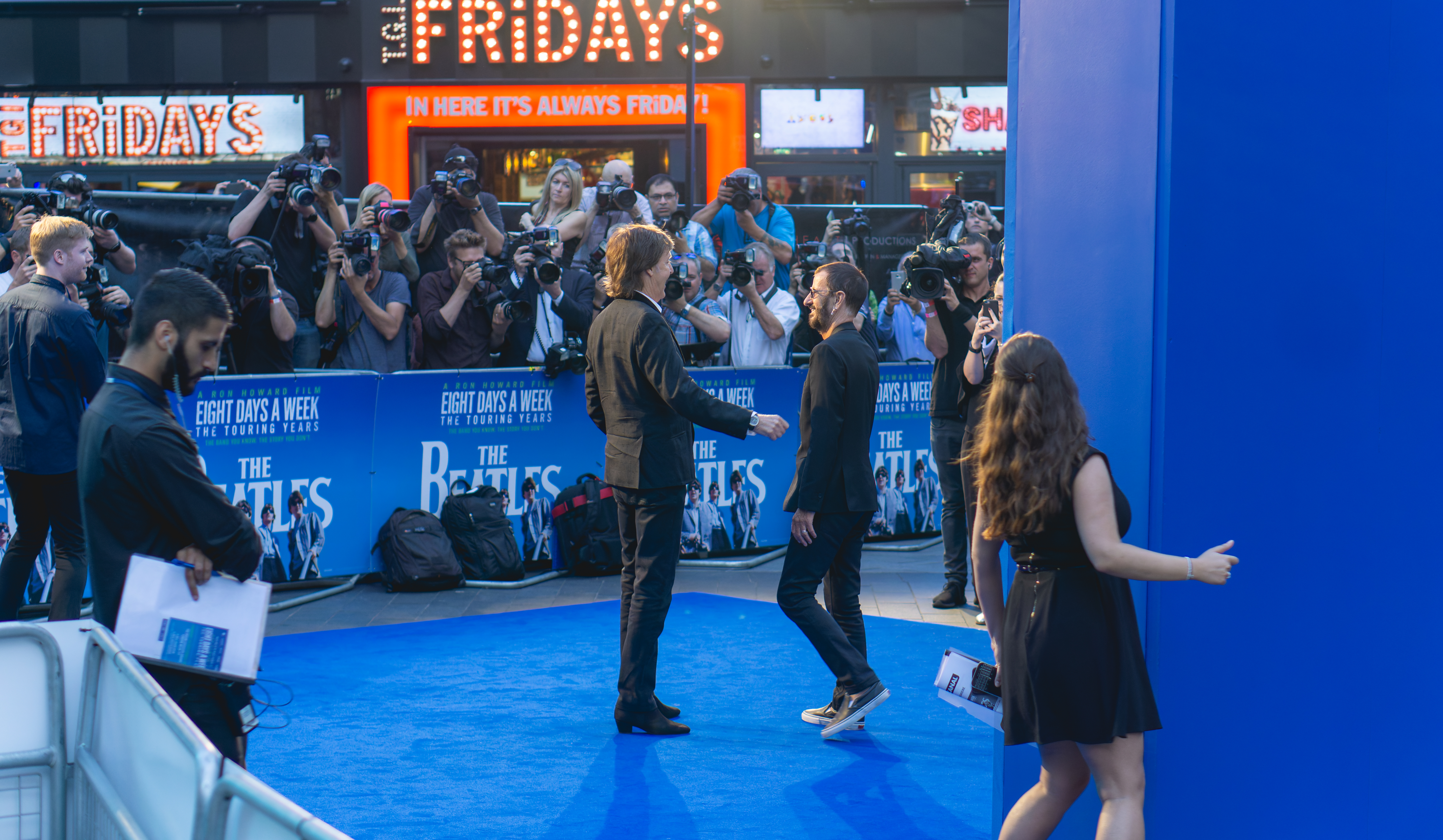
Paul McCartney und Ringo Starr bei der Filmpremiere am 15. September 2016 im Odeon Cinema in Londons Leicester Square

Der Dokumentarfilm von Ron Howard erzählt hauptsächlich die Geschichte der Beatles-Konzerte und Tourneen ab dem Einstieg von Ringo Starr in die Gruppe im August 1962 bis zum letzten Konzert am 29. August 1966 im Candlestick Park von San Francisco. Der Film endet mit dem Rooftop Concert, dem letzten Liveauftritt der Beatles, am 30. Januar 1969. Darüber hinaus wird auch die musikalische und persönliche Entwicklung der Beatles und ihre Alben bis Sgt. Pepper’s Lonely Hearts Club Band aufgezeigt.
Für den Film wurde umfangreiches Archivmaterial und bisher noch nicht offiziell veröffentlichtes Ton- und Filmmaterial verwendet, das bisher nur auf Bootlegs erhältlich war. Die Filmaufnahmen wurden restauriert. Die klangliche Überarbeitung erfolgte unter der Aufsicht von Giles Martin. Während des Films werden aktuelle Interviewausschnitte von Paul McCartney und Ringo Starr sowie Archivaufnahmen von John Lennon, George Harrison, George Martin, Richard Lester und Neil Aspinall eingeblendet. Fans aus den 1960er Jahren erläutern in dem Film ihre damalige Sicht auf die Beatles als Personen und ihrer Musik, so unter anderen Elvis Costello, Whoopi Goldberg und Sigourney Weaver sowie andere – nicht prominente – Personen.
Ron Howard behandelt mehrere Themen, die sich während der Beatles Tourneen ergaben. Der Stress konnte von den Beatles durch den Zusammenhalt, Empathie und Humor bewerkstelligt werden. Es wird die Rassentrennung im Süden der USA erwähnt, da die Beatles sich weigerten in Stadien aufzutreten, wo die Rassentrennung praktiziert wurde, sodass diese für die Konzerte aufgehoben wurde. Afroamerikanische Beatles-Fans erläutern dazu im Film ihre damalige Situation. Larry Kane, ein US-amerikanischer Journalist, begleitete 1964 und 1965 die Beatles auf deren US-Tourneen und berichtet im Film über die Gegebenheiten und Umstände der Tourneen. Ed Freeman, ein Roadie der US-Tournee, berichtet im Film über die technischen und organisatorischen Unzulänglichkeiten während der Konzerte.
Die 1966er Welttournee wird als starke Belastung für die Gruppe dargestellt, so waren die Fans rücksichtsloser, die Presse aggressiver und die Beatles unmotivierter, was sich auch musikalisch negativ auswirkte. Es gab diverse Probleme (siehe: Geschichte über die Tourneen) in Japan, auf den Philippinen und den USA, wo auch einige Konzerte nicht mehr ausverkauft waren. George Harrison beschloss, nicht mehr auf Tour gehen zu wollen, was dann schließlich von der Gruppe akzeptiert und umgesetzt wurde.
Der Film wurde George Martin gewidmet. Die Filmpremiere fand am 15. September 2016 im Odeon Cinema in Londons Leicester Square statt. Anwesende prominente Gäste waren neben Ron Howard, Giles Martin, Paul McCartney, Ringo Starr auch Stella McCartney, Madonna, Michael Keaton, Eric Clapton, Bob Geldof, Michael Palin, Terry Gilliam und Liam Gallagher.
The Beatles: Eight Days a Week – The Touring Years wurde am 12. Februar 2017 mit dem Grammy in der Sparte „Bester Musikfilm“ ausgezeichnet.

## Im Film gezeigte Auftritte/Lieder
| Titel                                  | Komponisten                 | Auftrittsort                          | Stadt            | Datum              |
| -------------------------------------- | --------------------------- | ------------------------------------- | ---------------- | ------------------ |
| She Loves You                          | Lennon/McCartney            | ABC Cinema Ardwick                    | Manchester       | 20. November 1963  |
| Please Please Me                       | Lennon/McCartney            | Drop In (Fernsehsendung)              | Stockholm        | 30. Oktober 1963   |
| Twist and Shout*                       | Phil Medley / Bert Berns    | ABC Cinema Ardwick                    | Manchester       | 20. November 1963  |
| All My Loving                          | Lennon/McCartney            | The Ed Sullivan Show (Fernsehsendung) | New York         | 09. Februar 1964   |
| Some Other Guy                         | Jerry Leiber / Mike Stoller | Cavern Club                           | Liverpool        | 22. August 1962    |
| I Saw Her Standing There               | Lennon/McCartney            | Washington Coliseum                   | Washington, D.C. | 11. Februar 1964   |
| Can’t Buy Me Love                      | Lennon/McCartney            | NME Awards – Empire Pool              | London           | 26. April 1964     |
| You Can’t Do That                      | Lennon/McCartney            | Festival Hall                         | Melbourne        | 17. Juni 1964      |
| Roll Over Beethoven                    | Chuck Berry                 | Johanneshovs Isstadion                | Stockholm        | 28. Oktober 1963   |
| Boys                                   | Luther Dixon / Wes Farrell  | Hollywood Bowl                        | Los Angeles      | 23. August 1964    |
| Things We Said Today                   | Lennon/McCartney            | Gator Bowl Stadium                    | Jacksonville     | 11. September 1964 |
| Help!                                  | Lennon/McCartney            | Blackpool Night Out – ABC Theater     | Blackpool        | 01. August 1965    |
| Everybody’s Trying to Be My Baby       | Carl Perkins                | Palais des Sports                     | Paris            | 20. Juni 1965      |
| Dizzy Miss Lizzy                       | Larry Williams              | Shea Stadium                          | New York         | 15. August 1965    |
| Day Tripper                            | Lennon/McCartney            | Hammersmith Odeon                     | London           | 10. Dezember 1965  |
| Nowhere Man                            | Lennon/McCartney            | Nippon Budokan                        | Tokio            | 30. Juni 1966      |
| Don’t Let Me Down / I’ve Got a Feeling | Lennon/McCartney            | Rooftop Concert                       | London           | 30. Januar 1969    |

## Soundtrackalbum
Ein Livealbum, das – ähnlich wie der Film – unterschiedliche Liveaufnahmen der Beatles beinhaltet, wurde nicht veröffentlicht. Stattdessen erschien am 9. September 2016 eine Neuveröffentlichung des Albums The Beatles at the Hollywood Bowl aus dem Jahr 1977, zeitgleich mit der Veröffentlichung der Beatles-Dokumentation Eight Days A Week – The Touring Years unter dem abgewandelten Titel Live at the Hollywood Bowl. Giles Martin überarbeitete die Aufnahmen klangtechnisch.

## Veröffentlichung
| Titel                                 | Format                                                                                      | Sprache  | Datum         | Label | Anmerkungen |
| ------------------------------------- | ------------------------------------------------------------------------------------------- | -------- | ------------- | ----- | --- |
| Eight Days A Week – The Touring Years | Die DVD/Blu-ray beinhaltet einen Film, der ab September 2016 in den Kinos aufgeführt wurde. | Englisch | 18. Nov. 2016 | Apple | Die Deluxe-Edition beinhaltet, neben einem 60-seitigen Heft, eine weitere DVD/Blu-Ray mit einer Länge von rund 100 Minuten, die folgende Specials enthält: Words & Music (24 min), Early Clues To A New Direction (18 min), Liverpool (11 min), The Beatles Live 1963–1965 (12 min): She Loves You und Twist and Shout – ABC Theatre Manchester 1963, Can’t Buy me Love – NME Awards London 1964, You Can’t do That – Melbourne 1964, Help! – ABC Theatre Blackpool 1965, sowie A Deeper Dive (45 min): Three Beatles’ Fans, Ronnie Spector and The Beatles, Shooting A Hard Day’s Night, The Beatles in Australia, Recollections of Shea Stadium, The Beatles in Japan und An alternative opening for the film (3 min). |

## Auszeichnungen
| Land/Region                  | Auszeichnungen für Musikverkäufe (Land/Region, Auszeichnung, Verkäufe) | Verkäufe |
| ---------------------------- | ---------------------------------------------------------------------- | -------- |
| Kanada (MC)                  | Platin                                                                 | 10.000   |
| Vereinigte Staaten (RIAA)    | Platin                                                                 | 100.000  |
| Vereinigtes Königreich (BPI) | 4× Platin                                                              | 200.000  |
| Insgesamt                    | 6× Platin ·                                                            | 310.000  |

Hauptartikel: The Beatles/Auszeichnungen für Musikverkäufe